# Batteria A27

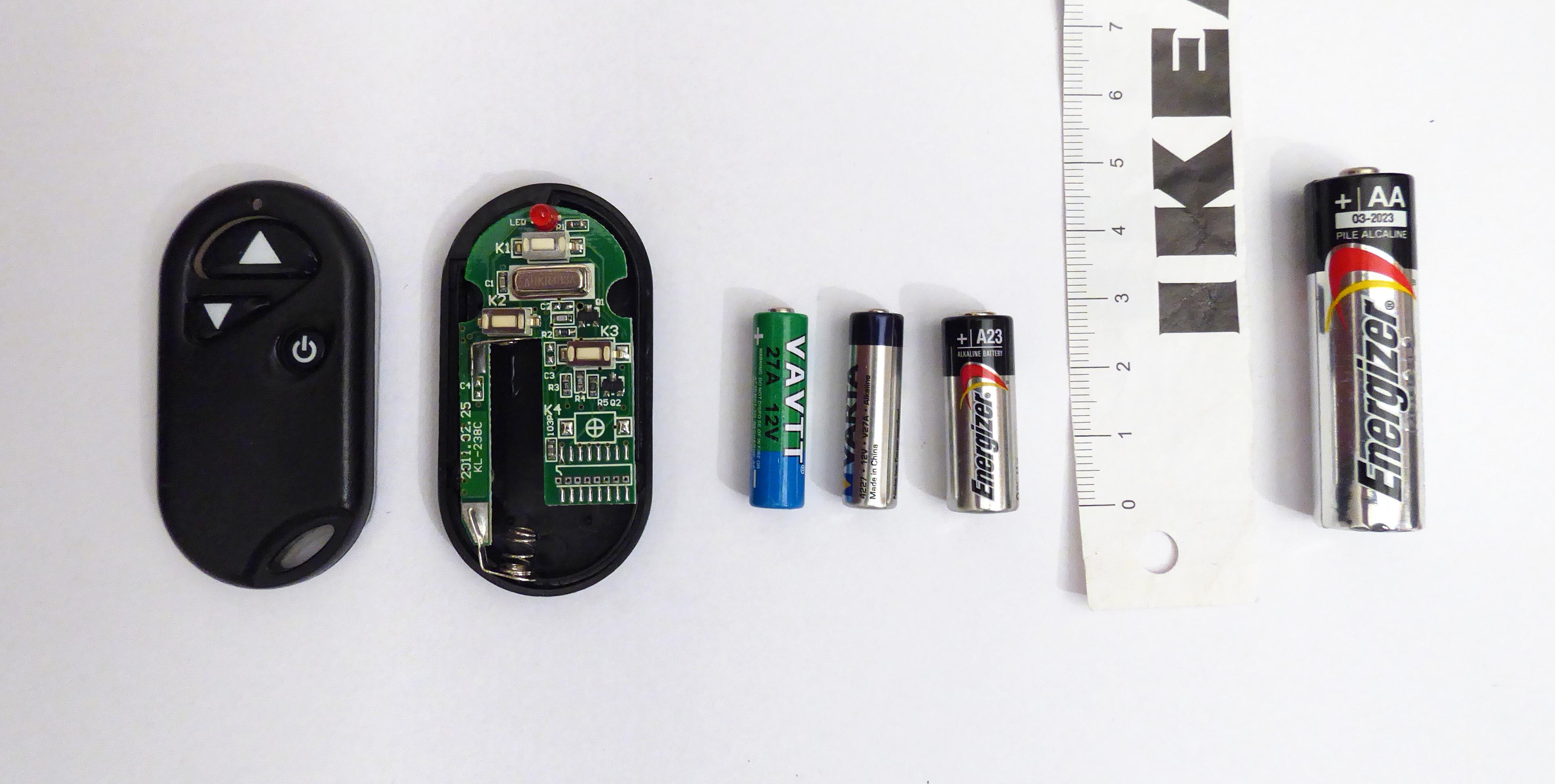
Due batterie A27, con una A23 e una AA per confronto, e un telecomando che utilizza questo tipo di batteria.

La batteria A27 (nota anche come GP27A, MN27, L828, 27A, V27A, A27BP, G27A) è una batteria a celle a secco utilizzata in alcuni piccoli telecomandi e alcuni accendini.
Una batteria A27 è cilindrica, 28.2 mm di lunghezza e 8.0 mm di diametro, con un peso tipico di 4,4 grammi e una capacità tipica di circa 20 mAh. Ha una tensione nominale di 12 V. È quindi simile alla batteria A23, con quasi la stessa lunghezza e la stessa tensione nominale, ma più sottile, composta da otto pile a bottone LR732.
Poiché internamente è composta da otto batterie LR732 collegate in serie, secondo lo standard IEC (Commissione elettrotecnica internazionale), la batteria A27 è etichettata come batteria 8LR732.